# Okres Korneuburg

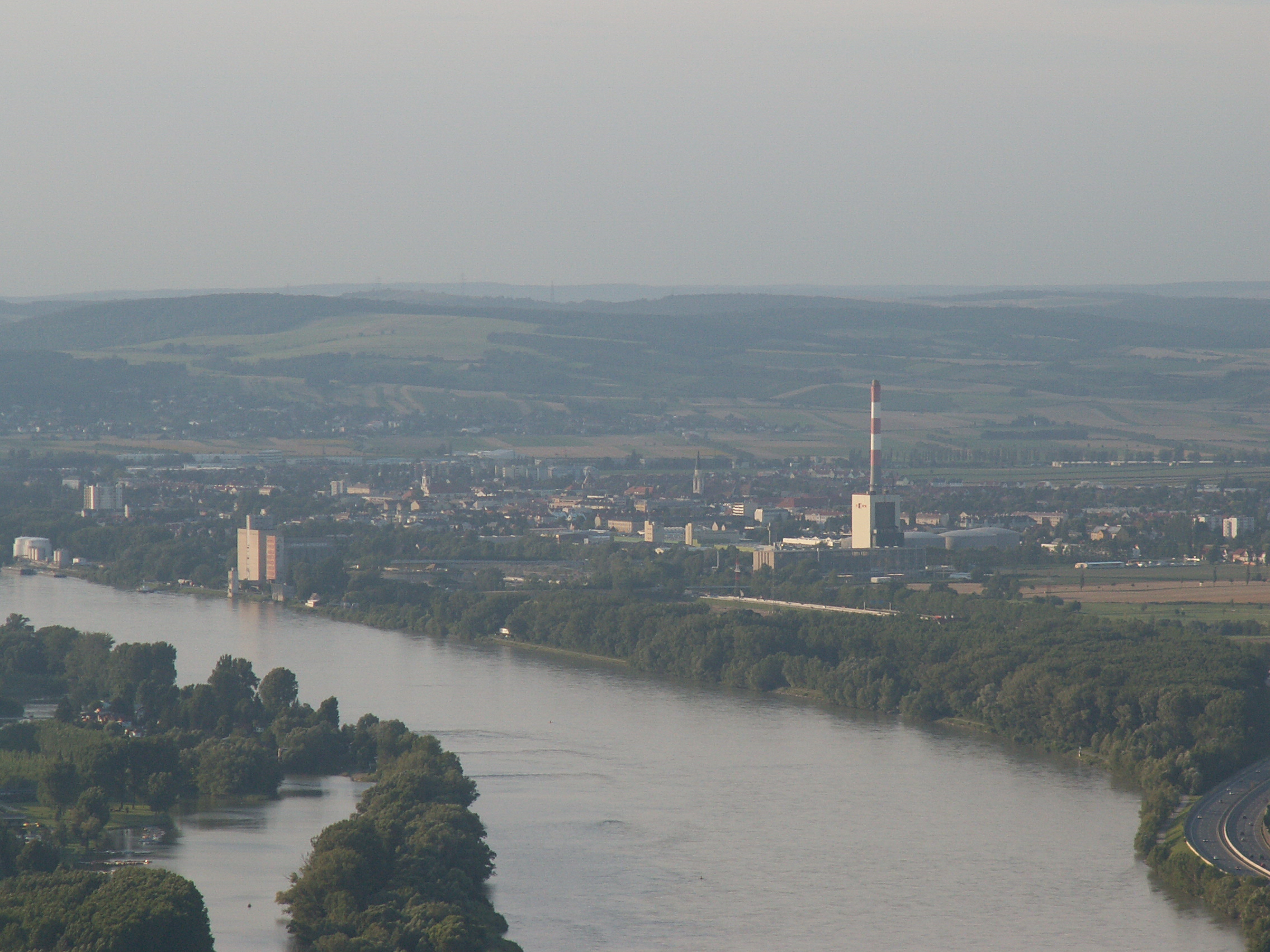
Pohled z Leopoldsbergu u Vídně nad Dunajem na okresní město Korneuburg

Okres Korneuburg je rakouským okresem ve spolkové zemi Dolní Rakousko.

## Poloha okresu
Okres se rozkládá na levém břehu Dunaje, severně od Vídně. Na severovýchodě sousedí s okresem Mistelbach, na severozápadě s okresem Hollabrunn, na jihozápadě a jihu s okresem Tulln a úzkým pásem území i s městem Vídeň. Vzdálenost okresního města Korneuburg od zemského hlavního města St. Pölten je přibližně 60 km.

## Povrch okresu
Se vzrůstající vzdáleností od Dunaje roste také nadmořská výška. Např. okresní město Korneuburg, které leží na Dunaji má nadmořskou výšku 168 m, obec Ernstbrunn vzdálená 20 km severně od Dunaje je ve výšce 293 m. Skoro celý okres odvodňují říčky a potoky do blízkého Dunaje, jenom nejsevernější část území je odvodňována do Moravy.

## Správní členění okresu
Okres Korneuburg sestává z 19 obcí; z toho jsou 2 města a 13 městysů. V závorkách je uveden počet obyvatel k 1. dubnu 2009.

### Města
- Gerasdorf bei Wien (10 782)
- Korneuburg (12 173)
- Stockerau (15 394)

### Městysy
- Bisamberg (4251)
- Enzersfeld im Weinviertel (1567)
- Ernstbrunn (3090)
- Großmugl (1578)
- Großrußbach (2096)
- Hagenbrunn (2001)
- Harmannsdorf (3809)
- Hausleiten (3548)
- Langenzersdorf (7882)
- Leobendorf (4721)
- Niederhollabrunn (1643)
- Sierndorf (3580)
- Spillern (1979)
- Stetteldorf am Wagram (1019)

### Obce

Obce v okrese Korneuburg

- Leitzersdorf (1249)
- Rußbach (1386)
- Stetten (1238)